# Perinereis tobeloana
Perinereis tobeloana är en ringmaskart som först beskrevs av Augener 1933.  Perinereis tobeloana ingår i släktet Perinereis och familjen Nereididae. Inga underarter finns listade i Catalogue of Life.